# Campeonato Mundial de Curling Masculino de 2024
El LXVI Campeonato Mundial de Curling Masculino se celebró en Schaffhausen (Suiza) entre el 30 de marzo y el 7 de abril de 2024 bajo la organización de la Federación Mundial de Curling (WCF) y la Federación Suiza de Curling.
Las competiciones se realizaron en el Complejo Deportivo KSS de la ciudad suiza.

## Tabla de posiciones
| Pos | Equipo          | G  | P  | G–P |
| --- | --------------- | -- | -- | --- |
| 1   | Suecia          | 11 | 1  | –   |
| 2   | Canadá          | 10 | 2  | 1–0 |
| 3   | Escocia         | 10 | 2  | 0–1 |
| 4   | Alemania        | 8  | 4  | 1–0 |
| 5   | Italia          | 8  | 4  | 0–1 |
| 6   | Estados Unidos  | 7  | 5  | –   |
| 7   | Suiza           | 6  | 6  | –   |
| 8   | Países Bajos    | 5  | 7  | –   |
| 9   | República Checa | 4  | 8  | 1–0 |
| 10  | Noruega         | 4  | 8  | 0–1 |
| 11  | Japón           | 3  | 9  | –   |
| 12  | Corea del Sur   | 2  | 10 | –   |
| 13  | Nueva Zelanda   | 0  | 12 | –   |

## Cuadro final
|  | Clasif. a semifinales | Clasif. a semifinales |         |   | Semifinales | Semifinales  |              |        | Final   | Final |  |
|  |                       |                       |         |   |             |              |              |        |         |       |  |
|  |                       |                       |         |   |             |              |              |        |         |       |  |
|  |                       |                       |         |   |             |              |              |        |         |       |  |
|  |                       |                       |         |   |             |              |              |        |         |       |  |
|  |                       |                       |         |   |             |              |              |        |         |       |  |
|  |                       | Suecia                | 5       |   |             |              |              |        |         |       |  |
|  |                       |                       | 5       |   |             |              |              |        |         |       |  |
|  |                       |                       | Italia  | 3 |             |              |              |        |         |       |  |
|  | Alemania              | 3                     | Italia  | 3 |             |              |              |        |         |       |  |
|  | Alemania              | 3                     |         |   |             |              |              |        |         |       |  |
|  | Italia                | 8                     |         |   |             |              |              |        |         |       |  |
|  | Italia                | 8                     |         |   |             |              |              | Suecia | 6       |       |  |
|  |                       |                       |         |   |             |              |              | Suecia | 6       |       |  |
|  |                       |                       | Canadá  | 5 |             |              |              |        |         |       |  |
|  |                       |                       | Canadá  | 5 |             |              |              |        |         |       |  |
|  |                       |                       |         |   |             |              |              |        |         |       |  |
|  |                       |                       |         |   |             |              |              |        |         |       |  |
|  |                       | Canadá                | 9       |   |             | Tercer lugar | Tercer lugar |        |         |       |  |
|  |                       |                       | 9       |   |             | Tercer lugar | Tercer lugar |        |         |       |  |
|  |                       |                       | Escocia | 4 |             |              |              |        |         |       |  |
|  | Escocia               | 8                     | Escocia | 4 |             |              | Italia       | 7      |         |       |  |
|  | Escocia               | 8                     |         |   |             |              | Italia       | 7      |         |       |  |
|  | Estados Unidos        | 4                     |         |   |             |              |              |        | Escocia | 6     |  |
|  | Estados Unidos        | 4                     |         |   |             |              |              |        | Escocia | 6     |  |
|  |                       |                       |         |   |             |              |              |        |         |       |  |

## Medallistas
| Evento    | Oro                                                                                            | Plata                                                                               | Bronce                                                                                            |
| --------- | ---------------------------------------------------------------------------------------------- | ----------------------------------------------------------------------------------- | ------------------------------------------------------------------------------------------------- |
| Masculino | Suecia · Niklas Edin · Oskar Eriksson · Rasmus Wranå · Christoffer Sundgren · Daniel Magnusson | Canadá · Bradley Gushue · Mark Nichols · Eric Harnden · Geoff Walker · Kyle Doering | Italia · Joël Retornaz · Amos Mosaner · Sebastiano Arman · Mattia Giovanella · Francesco De Zanna |